# Stig von Bahr
Stig von Bahr (født 26. juni 1939) er en svensk jurist og tidligere dommer ved EU-domstolen.
Stig von Bahr har arbejdet med justitieombudsmanden (Riksdagens ombudsmand) og hos det svenske regeringskansli, samt ved ministerier, blandt andet som departementsråd i finansdepartementet; udnævnedes til kammarrättsråd ved kammarrätten i Göteborg i 1981 og til justitsråd i 1985; har medvirket i et stort antal offentlige udredninger primært på det skatteretslige område og på regnskabsområdet; har været ordstyrer i blandt andet kommittéen om inflationskorrigeret indkomstbeskatning, regnskabskommittéen og udredningen om reglerne for beskatning af ejere i fåmandsvirksomheder. Han har desuden publiceret et stort antal artikler, primært på det skatteretslige område.
Den 7. oktober 2000 blev han udpeget dommer ved EU-domstolen, og i juni 2006 tildeltes han Kongens medalje af tolvte grad med Serafimerordenens bånd.